# Josep Maria Forné i Febrer
Josep Maria Forné i Febrer (Barcelona, 1962) és un pedagog català. Es presentà com a cap de la llista de Lleida per a Junts pel Sí a les eleccions al Parlament de Catalunya de 2015 i per a Junts per Catalunya a les eleccions al Parlament de Catalunya de 2017. Des de novembre de 2022 fins a setembre del 2024 ha estat director de l'Institut Català de l'Acolliment i de l'Adopció.

## Biografia
Professor de filosofia i catedràtic de secundària. Des de 1986 va treballar a l'Institut Màrius Torres de Lleida, d'on va ser-ne director de 1996 a 2008. També és professor estable a l'Institut Superior de Ciències Religioses de Lleida. Des del 2013 és membre de la junta rectora de l'Institut d'Estudis Ilerdencs, i és cap de la Secció de Filosofia de l'esmentat Institut. President de la seu territorial d'Òmnium Cultural a Ponent-Lleida i membre de la junta directiva nacional d'aquesta entitat entre el 2003 i el 2012. President de l'Associació Banc dels Aliments de Lleida entre el 2006 i el 2013 i president de la Federació Catalana dels Bancs dels Aliments, entre d'altres. L'octubre de 2013 fou nomenat director territorial de Benestar Social i Família a Lleida.
El 31 de juliol de 2015 s'anuncià que encapçalaria la llista per Lleida de Junts pel Sí a les eleccions al Parlament de 2015 i el novembre de 2017 que l'encapçalaria per Junts per Catalunya a les eleccions de 2017, on fou escollit diputat. El 2021 no es va tornar a presentar a les eleccions al Parlament.
El juny de 2021 va ser nomenat Director General de Serveis Socials del Departament de Drets Socials de la Generalitat de Catalunya fins al novembre del 2022 que va ser nomenat Director de l'Institut Català de l'Acolliment i de l'Adopció.